# Rosenborg BK Kvinner
Rosenborg BK Kvinner, tidigare SK Trondheims-Ørn, är en fotbollsklubb i Trondheim i Norge, bildad 18 maj 1917. Klubben är huvudsakligen känd för sitt damlag i fotboll, startat 1972, som spelar i Toppserien (Norges högsta serie i fotboll för damer) och som flera gånger blivit norska mästare. Herrlaget i fotboll lades ned 1984. 1961 startade klubben ishockeyverksamhet, som inför säsongen 1990/1991 uppgick Trondheims IK. Sedan dess har klubben varit en ren damfotbollsklubb.

## Meriter
- Norsk mästare: (1994, 1995, 1996, 1997, 2000, 2001, 2003)[1]
- Norsk cupvinnare: (1993, 1994, 1996, 1997, 1998, 1999, 2001, 2002)[2]
- Har två gånger spelat i UEFA Women's Cup (2002, 2005)

## Placering tidigare säsonger

### Trondheims-Ørn
| Säsong | Nivå | Liga       | Placering | Referens | Notering |
| ------ | ---- | ---------- | --------- | -------- | -------- |
| 2005   | 1    | Toppserien | 4         | [ 3 ]    |          |
| 2006   | 1    | Toppserien | 2         | [ 4 ]    |          |
| 2007   | 1    | Toppserien | 6         | [ 5 ]    |          |
| 2008   | 1    | Toppserien | 9         | [ 6 ]    |          |
| 2009   | 1    | Toppserien | 6         | [ 7 ]    |          |
| 2010   | 1    | Toppserien | 5         | [ 8 ]    |          |
| 2011   | 1    | Toppserien | 6         | [ 9 ]    |          |
| 2012   | 1    | Toppserien | 9         | [ 10 ]   |          |
| 2013   | 1    | Toppserien | 7         | [ 11 ]   |          |
| 2014   | 1    | Toppserien | 8         | [ 12 ]   |          |
| 2015   | 1    | Toppserien | 8         | [ 13 ]   |          |
| 2016   | 1    | Toppserien | 7         | [ 14 ]   |          |
| 2017   | 1    | Toppserien | 8         | [ 15 ]   |          |
| 2018   | 1    | Toppserien | 10        | [ 16 ]   |          |
| 2019   | 1    | Toppserien | 7         | [ 17 ]   |          |

### Rosenborg BK
| Säsong | Nivå | Liga       | Placering | Referens | Notering |
| ------ | ---- | ---------- | --------- | -------- | -------- |
| 2020   | 1    | Toppserien | 2         | [ 18 ]   | pandemin |
| 2021   | 1    | Toppserien | 2         | [ 19 ]   | pandemin |
| 2022   | 1.   | Toppserien | 3         | [ 20 ]   | pandemin |
| 2023   | 1    | Toppserien | 2         | [ 21 ]   |          |
| 2024   | 1    | Toppserien | 3         | [ 22 ]   |          |
| 2025   | 1    | Toppserien |           |          |          |